# 似箭石
似箭石（學名：Belemnopsis）是生存於侏羅紀至中白堊紀的一屬箭石，生活在溫帶及熱帶地區的大陸棚海域中，分布廣泛，以自由游泳或漂浮為主，以觸鬚捕捉小魚和甲殼類為食。其化石分布於紐西蘭、馬達加斯加和南極洲等地。

## 特徵
似箭石的內殼主要由鞘、閉錐和前甲共三個部分組成。其中鞘最容易保存為化石；閉錐也可保存為化石，但經常不被保存下來，僅在鞘的前部留下一個空錐腔，為閉錐插入之處；前甲則是由閉錐背部向前延伸的薄片狀構造，很少保存為化石。如同大多數箭石類、菊石類及鸚鵡螺類，似箭石的軟體部分除非在個別情況下保存一些印痕外，一般都極少保存為化石。不過古生物學家根據一些印痕及現代內殼頭足類動物的結構，可作出牠們的復原圖。似箭石等箭石類的軟體部分主要有內臟、觸腕、包裹內殼的肉質膜及鰭等構造。似箭石個體之間的大小變化很大，一般鞘長4～12釐米，身體總長一般為24～90厘米，最長可達4米多。

## 物種[1]
- Belemnopsis aucklandica
- Belemnopsis brownei
- Belemnopsis hastata
- Belemnopsis hochstetteri